# Amanda Mealing
Amanda Jane Mealing (Londres, 22 de abril de 1967) es una actriz británica reconocida por haber interpretado a Connie Beauchamp en la serie Holby City.

## Biografía
Amanda es adoptada, su madre biológica fue una modelo de Biba en Londres y su padre biológico era un poeta y activista. Tiene una hermana biológica menor, dos hermanas adoptadas y un hermano adoptado, que falleció debido a la heroína cuando Amanda apenas tenía 18 años.
En 1998 Amanda se casó con Richard Sainsbury, la pareja le dio la bienvenida a su primer hijo, Milo James Sainsbury en 1999 y a su segundo hijo, Otis Joe Sainsbury en 2000.
En agosto de 2002 fue diagnosticada con cáncer de seno. Se sometió a cirugía y después de dos años alejada de la actuación se recuperó.
Es muy buena amiga de las actrices Tina Hobley, Patricia Potter y de los actores Paul O'Grady y Charlie Condou, estos últimos son padrinos de sus hijos.

## Carrera
En el 2000 interpretó a Carmel Kendrick en el episodio "In Safe Hands" de la serie The Bill, más tarde apareció por primera vez en la serie en 1990 donde interpretó a Janie durante el episodio "Vendetta".
En el 2001 se unió al elenco principal de la serie Holby City donde interpretó a la doctora y directora Connie Beauchamp, hasta el 2010 después de que su personaje decidiera irse del hospital. Amanda interpretó de nuevo a Connie en el spinoff de la serie llamado Casualty @ Holby City entre el 2004 y el 2005.
En el 2011 se unió al elenco de la serie Strike Back: Project Dawn donde interpretó a la coronel Eleanor Grant, sin embargo al final de la temporada Eleanor fue asesinada por un terrorista.
En el 2013 se anunció que Amanda regresaría al elenco de la serie médica Casualty donde interpretará nuevamente a la doctora Connie Beauchamp en marzo del 2014, papel que había interpretado como invitada en el 2007.

## Filmografía

### Series de televisión
| Año                   | Título                    | Personaje             | Notas                               |
| --------------------- | ------------------------- | --------------------- | ----------------------------------- |
| 2007, 2014 - presente | Casualty                  | Dra. Connie Beauchamp | 144 episodios                       |
| 2001 - 2010, 2014     | Holby City                | Dra. Connie Beauchamp | 291 episodios                       |
| 2013                  | Law & Order: UK           | Eleanor               | episodio "Paternal"                 |
| 2013                  | Death in Paradise         | Eloise Morrison       | episodio # 2.5                      |
| 2011                  | Strike Back: Project Dawn | Col. Eleanor Grant    | 10 episodios                        |
| 2004, 2005            | Casualty @ Holby City     | Dra. Connie Beauchamp | 2 episodios                         |
| 2001                  | Midsomer Murders          | Sally Boulter         | episodio "The Electric Vendetta"    |
| 2001                  | In Deep                   | Anne-Marie Griffin    | 2 episodios                         |
| 2000                  | The Bill                  | Carmel Kendrick       | episodio "In Safe Hands"            |
| 1999                  | The Lakes                 | Jo Jo Spiers          | 7 episodios                         |
| 1997                  | The Grand                 | Ruth Manning          | 8 episodios                         |
| 1995                  | Jake's Progress           | Kate                  | 5 episodios                         |
| 1995                  | The Detectives            | Emily Ford            | episodio "On Thin Ice"              |
| 1994                  | Grushko                   | Tanya                 | 2 episodios                         |
| 1993                  | Frank Stubbs Promotes     | Pavlina Kosteva       | episodio "Skaters"                  |
| 1992                  | The Darling Buds of May   | Cynthia McCracken     | episodio "Le Grand Weekend"         |
| 1992                  | Screen One                | Betsy Grant           | episodio "Running Late"             |
| 1992                  | The House of Eliott       | Jessie Christy        | 2 episodios                         |
| 1992                  | Anglo Saxon Attitudes     | Elvira Portway        | 3 episodios                         |
| 1992                  | Screen Two                | Teresa                | episodio "The Grass Arena"          |
| 1991                  | G.B.H.                    | Beth                  | 2 episodios                         |
| 1990                  | Capital City              | Fiorella              | 2 episodios                         |
| 1990                  | The Gravy Train           | Delise                | 2 episodios                         |
| 1980                  | Grange Hill               | Tracy Edwards         | 11 episodios                        |
| 1979                  | Premiere                  | Karen                 | episodio "Story Without a Hero"     |
| 1978                  | The Morecambe & Wise Show | -                     | episodio "The First Thames Special" |
| 1977                  | Just William              | Joven                 | episodio "William Finds a Job"      |

### Películas
| Año  | Título                           | Personaje        | Notas |
| ---- | -------------------------------- | ---------------- | --- |
| 2015 | The Meeting                      | Grace            | junto a Hugh Quarshie, Sean Cronin, Cengiz Dervis y Dan Richardson                                                 |
| 2015 | Retribution                      | Capitán Whittard | junto a Dan Richardson, Cengiz Dervis, Hugh Quarshie, Sean Cronin, Guy Henry, Andrew Harwood Mills y Rebecca Grant |
| 2014 | Still                            | Rachel           | junto a Aidan Gillen, Jonathan Slinger, Sonny Green y Kate Ashfield                                                |
| 2005 | Zemanovaload                     | Dra. Zemekis     | junto a Ed Byrne                                                                                                   |
| 2004 | Lie with Me                      | Carolyn Henson   | junto a Bill Paterson                                                                                              |
| 1997 | The Girl with Brains in Her Feet | Vivienne Jones   | junto a Joanna Ward                                                                                                |
| 1995 | It Could Be You                  | Sue              | junto a Jim Carry                                                                                                  |
| 1994 | Blood on the Dole                | Laura            | junto a Rachel Maxwell                                                                                             |
| 1994 | Requiem Apache                   | Marilyn          | junto a Alfred Molina                                                                                              |
| 1994 | Cuatro bodas y un funeral        | Nicki            | junto a Anna Chancellor y Corin Redgrave                                                                           |

### Teatro
| Año  | Obra                                       | Personaje | Teatro             |
| ---- | ------------------------------------------ | --------- | ------------------ |
| 2001 | The Lawn Sale                              | -         | -                  |
| 1999 | Body for a Woman                           | Chloe     | Theatre And Beyond |
| 1997 | The Blue Garden                            | -         | Warehouse Theatre  |
| 1994 | Elegies for Angels, Punks and Raging Queen | -         | Kings Head Theatre |
| 1993 | Teechers                                   | -         | Eye Theatre        |

### Videojuegos
| Año  | Título               | Notas                           |
| ---- | -------------------- | ------------------------------- |
| 2003 | Battle Engine Aquila | prestó su voz para el personaje |

### Productora y directora
| Año  | Título            | Notas                          |
| ---- | ----------------- | ------------------------------ |
| 2007 | Money for Nothing | corto - productora & directora |

## Premios y nominaciones
| Año  | Categoría             | Premio                    | Serie      | Resultado |
| ---- | --------------------- | ------------------------- | ---------- | --------- |
| 2017 | Best Drama Star       | Inside Soap Award         | Holby City | Nominada  |
| 2016 | Best Drama Star       | Inside Soap Award         | Holby City | Nominada  |
| 2008 | Best Actress          | TV Quick Award            | Holby City | Nominada  |
| 2007 | Best Actress          | TV Choice Award           | Holby City | Nominada  |
| 2006 | Best Actress          | BBC Drama Award           | Holby City | Nominada  |
| 2005 | Most Popular Newcomer | National Television Award | Holby City | Nominada  |
| 2005 | Best Actress          | TV Choice Award           | Holby City | Nominada  |